# Gelasma submixta
Gelasma submixta är en fjärilsart som beskrevs av Louis Beethoven Prout 1913. Gelasma submixta ingår i släktet Gelasma och familjen mätare. Inga underarter finns listade i Catalogue of Life.